# Кантон (Північна Кароліна)
Кантон (англ. Canton) — місто (англ. town) в США, в окрузі Гейвуд штату Північна Кароліна. Населення — 4422 особи (2020).

## Географія
Кантон розташований за координатами 35°32′20″ пн. ш. 82°50′52″ зх. д. / 35.53889° пн. ш. 82.84778° зх. д. (35.538750, -82.847793).  За даними Бюро перепису населення США в 2010 році місто мало площу 9,78 км², уся площа — суходіл.

## Демографія
Згідно з переписом 2010 року, у місті мешкало 4227 осіб у 1791 домогосподарстві у складі 1109 родин. Густота населення становила 432 особи/км².  Було 2068 помешкань (212/км²).
Расовий склад населення:
| - 93,6 % — білих - 1,8 % — чорних або афроамериканців - 0,7 % — корінних американців - 0,1 % — азіатів - 2,1 % — осіб інших рас |

До двох чи більше рас належало 1,7 %. Частка іспаномовних становила 5,0 % від усіх жителів.
За віковим діапазоном населення розподілялося таким чином: 21,8 % — особи молодші 18 років, 58,4 % — особи у віці 18—64 років, 19,8 % — особи у віці 65 років та старші. Медіана віку мешканця становила 40,9 року. На 100 осіб жіночої статі у місті припадало 91,8 чоловіків;  на 100 жінок у віці від 18 років та старших — 87,2 чоловіків також старших 18 років.
Середній дохід на одне домашнє господарство  становив 46 216 доларів США (медіана — 34 388), а середній дохід на одну сім'ю — 55 173 долари (медіана — 38 553). За межею бідності перебувало 16,9 % осіб, у тому числі 31,8 % дітей у віці до 18 років та 12,4 % осіб у віці 65 років та старших.
Цивільне працевлаштоване населення становило 1826 осіб. Основні галузі зайнятості: освіта, охорона здоров'я та соціальна допомога — 20,7 %, роздрібна торгівля — 20,1 %, виробництво — 18,6 %.